# 三尾神社

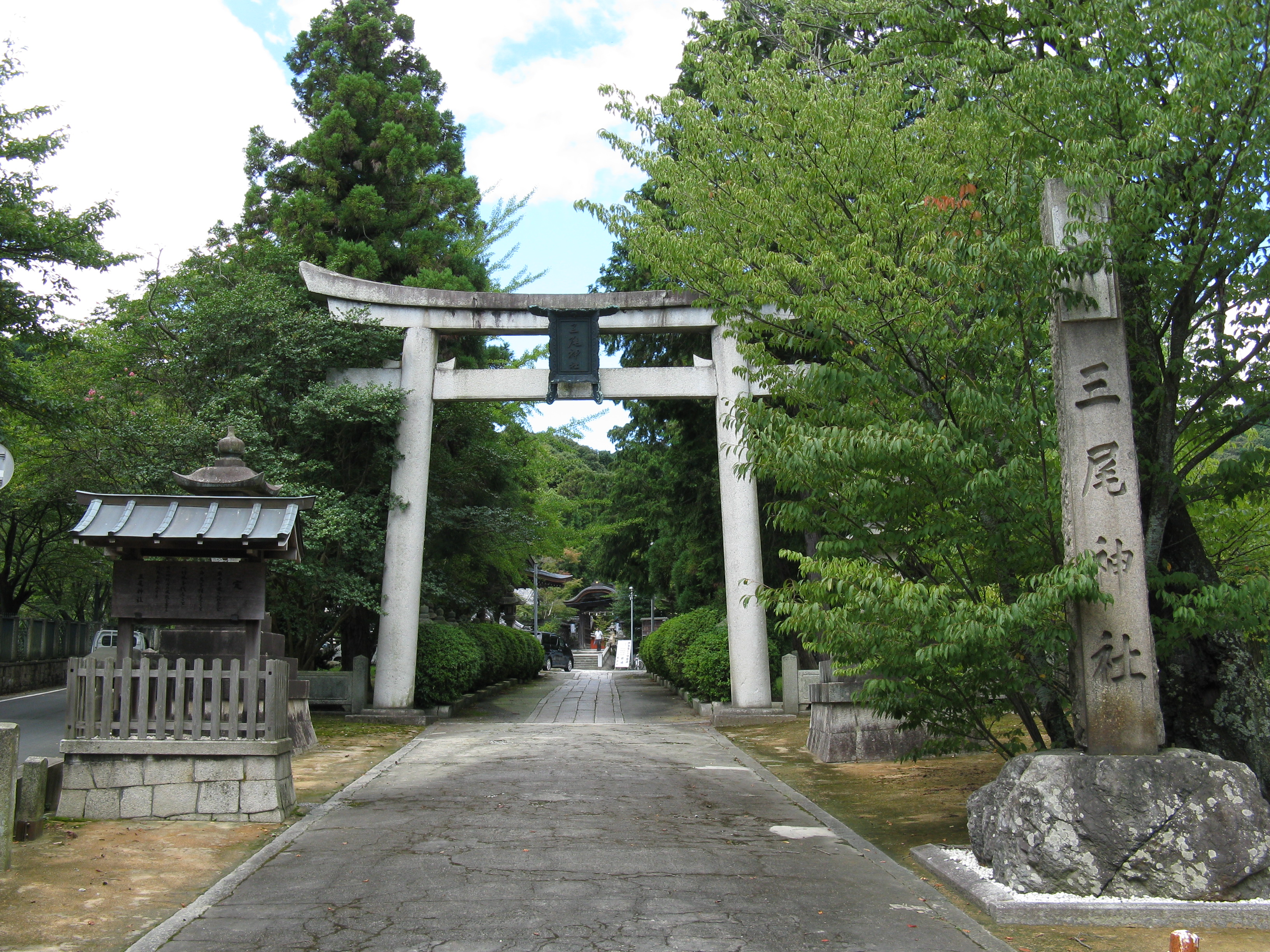
境内入口

三尾神社（みおじんじゃ）は、滋賀県大津市園城寺町にある神社。旧社格は県社。園城寺（三井寺）南院の鎮守社で、かつては三尾社とも上三尾社とも呼ばれていた。

## 歴史
その昔、長等山の山頂に腰に赤・白・黒の三つの帯を巻いた伊弉諾尊が降臨すると、里人によって長等山の鎮守神として祀られたという。また、腰に巻いた三つの帯が尾に見えたためにこの神は三尾明神といわれるようになった。
ある時、その帯が赤尾神・白尾神・黒尾神となり、さらに赤尾神が本神として卯の年、卯の月、卯の日、卯の刻、卯の方より長等山の琴尾谷（琴緒谷）に現れた。白尾神は大宝年間（701年 - 704年）の夏に現・三尾神社の地に、黒尾神は神護景雲3年（769年）3月14日（第2の卯の日）に鹿関（現・長等小学校の東側）に出現したという。
三尾明神は貞観元年（859年）卯の年に園城寺初代長吏に就任した円珍によって、本神である赤尾神が現れた現・園城寺の境内の西方・琴尾谷（琴緒谷）に園城寺の鎮守として祀ることとし、社殿が建立された。その後、園城寺の境内が整備されると北院の鎮守は新羅社（現・新羅善神堂）、南院の鎮守は三尾社となった。三尾社の隣には三尾明神の本地仏である普賢菩薩を本尊とする普賢堂が建てられ、三尾社の預坊としてその神事を執り行った。また、白尾神と黒尾神が現れた地はそれぞれ三尾社の御旅所となっている。
現在の本殿（重要文化財）は応永33年（1426年）に室町幕府の前将軍足利義持によって再建されたものである。文禄4年（1595年）、園城寺が豊臣秀吉の怒りに触れて寺領を没収された際、園城寺の建物はことごとく解体されてしまったが、新羅社本殿と三尾社本殿は被害を免れた。慶長年間（1596年 - 1615年）には秀吉によって社殿が修復されている。
明治時代に入り、神仏分離が行われると新羅社は新羅善神堂という仏堂として園城寺に残ったのに対し、三尾社は1876年（明治9年）5月12日に社地を園城寺の境内から白尾神ゆかりの御旅所である現在地に移し、本殿なども移築して新たに三尾神社として独立した。
1881年（明治14年）に郷社となり、1910年（明治43年）に県社となっている。この間、1890年（明治23年）には境内のすぐ南側に琵琶湖第1疏水が作られている。
創建時の物語からウサギは三尾明神の使いとされ、境内のあちらこちらにウサギの石造や彫刻が存在する。
園城寺境内にある旧社地は、現在は三井寺霊園琴谷苑となっている。また琴谷苑への入り口である石段の南側には、三尾明神が影向したという三尾影向石が残されている。

## 祭神
- 主祭神 - 伊弉諾尊

## 境内
- 本殿（重要文化財） - 応永33年（1426年）に足利義持により再建。
- 拝殿
- 西門 - 閉じられているが、扉の向こう側は園城寺である。
- 社務所
- 神門
- 舞殿

### 摂末社
- 阪下茂畑稲荷神社 - 祭神：稲荷神
- 日御前神社 - 祭神：天御中主神、高御産巣日神、神産巣日神。1911年（明治44年）に大津市中保町より現在地に移築。大津皇子の三女であるという瓜生姫によって創建されたとする。
- 夷子神社・白鬚神社 - 夷子神社祭神：えびす神、白鬚神社祭神：猿田彦命
- 天満宮 - 祭神：菅原道真
- 白山神社・愛宕神社 - 白山神社祭神：菊理媛神、愛宕神社祭神：伊弉冉尊

## 文化財

### 重要文化財
- 本殿 附：棟札 1枚、古材 3点、文書 3冊（三尾神社造営注文 1冊、三尾神社番匠方注文 1冊、三尾神社造営渡日記 1冊）

## 祭事
- 古例大祭・5月2日
- 渡御・5月3日

## 交通アクセス
- JR琵琶湖線大津駅より徒歩20分
- 京阪電鉄/石山坂本線三井寺駅より徒歩10分